# إبراهيم شاه سلطان سلاغور
السلطان إبراهيم شاه بن السلطان صالح الدين شاه (1736-27 أكتوبر 1826) كان السلطان الثاني لسلاغور. شغل منصب السلطان من عام 1778 حتى وفاته عام 1826. على الرغم من بناء حصن كوتا ميلاواتي لحماية المنطقة، في 13 يوليو 1784 استولى الهولنديون على كوالا سلاغور. استعاد السلطان إبراهيم القلعة في غارة جريئة عام 1785 بمساعدة فهغ. وفي عام 1818 بدأت سلاغور العلاقات السياسية مع المملكة المتحدة.